# Фонте ла Спуња (Кјети)
Фонте ла Спуња (итал. Fonte la Spugna) је насеље у Италији у округу Кјети, региону Абруцо.
Према процени из 2011. у насељу је живело 6 становника. Насеље се налази на надморској висини од 800 м.